# Ichtyosarcotoxisme
 Mise en garde médicale
L'ichtyosarcotoxisme désigne les intoxications alimentaires dues à l'ingestion de poissons ayant accumulé des toxines dans leur chair, leur peau ou leur viscères.
Ce terme est issu du grec : ichtyos pour poisson, sarcos pour chair et toxicon pour poison.
Les deux formes les plus fréquentes sont  :
- la ciguatera, probablement la plus connue et la plus fréquente, due à l'ingestion de poissons de récifs habituellement comestibles, mais ayant accumulé au cours de la chaine alimentaire des ciguatoxines produite par un phytoplancton ;
- le scombrotoxisme, ichtyosarcotoxisme de type histaminique, après la consommation de scombridés (poissons bleus à chair rouge) comme thons, maquereaux, bonites, daurades coryphène, espadons) est une intoxication due à la formation d'histamine après dégradation bactérienne de l'histidine présente en grande quantité dans la peau de ces poissons.

D'autres intoxications plus rares existent comme  :
- le tétrodotoxisme est dû à la consommation de tétrodons. Toxique, le fugu peut être rendu comestible après une préparation dont certains cuisiniers japonais ont la maîtrise ;
- le clupèotoxisme, après ingestion de sardines tropicales ;
- la palotoxicose, après ingestion de crabes contaminés par des palotoxines ;
- le carchatoxisme, après ingestion de grands requins ;
- le chélonitoxisme, après ingestion de chair de tortues marines ;
- l'ichthyoalleinotoxisme, syndrome hallucinatoire après ingestion de poissons herbivores.